# بولي نوكسيلين
بولي نوكسيلين Polynoxylin  هو مطهر يستخدم للعلاج الموضعي في الفم والجلد. وهو بوليمير لليوريا والفورمالدهيد (وهو المكون الفعال الرئيسي بعد أن يتحرر من البوليمير).

## الاستخدام الطبي
من مضادات الميكروبات والمطهرات للعلاج عن طريق الفم. وهو من مضادات الفطريات الأخرى للاستخدام الموضعي. يستحدم لإصابات بكتيرية معينة. ويظهر على حد سواء مركبات لاطلاق الفورمالديهايد. وأظهرت دراسات تفصيلية مع noxythiolin إنه يتحلل في المحلول لتحرير أغلب الفورمالدهايد به

## الاسم التجاري
Anaflex